# Sân bay Poprad-Tatry
Sân bay Poprad-Tatry (tiếng Slovak: Letisko Poprad-Tatry) (IATA: TAT, ICAO: LZTT), là một sân bay ở thị xã có khu vực thể thao trượt tuyết của Slovakia Poprad.
Sân bay này phục vụ các chuyến bay thường lệ và thuê bao, hàng không tổng hợp. Sân bay này cũng phục vụ thị xã Zakopane của Ba Lan. Các tuyến bay thuê bao chủ yếu vào mùa Đông với các tuyến bay Nga và Ukraina. Đây là sân bay nằm ở độ cao nhất trong các sân bay châu Âu, 718 mét, cao hơn vị trí sân bay Innsbruck ở Áo.

## Các hãng hàng không và tuyến bay
- DanubeWings (Bologna, Bratislava, Split (theo mùa))